# Hellenvilliers
Hellenvilliers – miejscowość i gmina we Francji, w regionie Normandia, w departamencie Eure.
Według danych na rok 1990 gminę zamieszkiwało 117 osób, a gęstość zaludnienia wynosiła 20 osób/km² (wśród 1421 gmin Górnej Normandii Hellenvilliers plasuje się na 781. miejscu pod względem liczby ludności, natomiast pod względem powierzchni na miejscu 621).